# Sashimi (singolo)
Sashimi è un singolo del gruppo musicale italiano Pinguini Tattici Nucleari, pubblicato il 1º marzo 2019 come secondo estratto dal quarto album in studio Fuori dall'hype.

## Video musicale
Il videoclip del brano, che si tratta di un lyric video, è stato pubblicato sul canale YouTube del gruppo il 1º marzo 2019, in concomitanza col lancio del singolo a livello discografico. 

## Tracce
1. Sashimi – 3:50 (Riccardo Zanotti)